# Perovo
Perovo (Муниципальный округ Перово) est un district municipal de Moscou, dépendant du district administratif est.

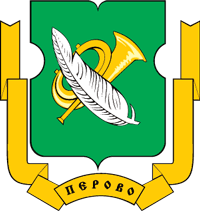
Armes du district
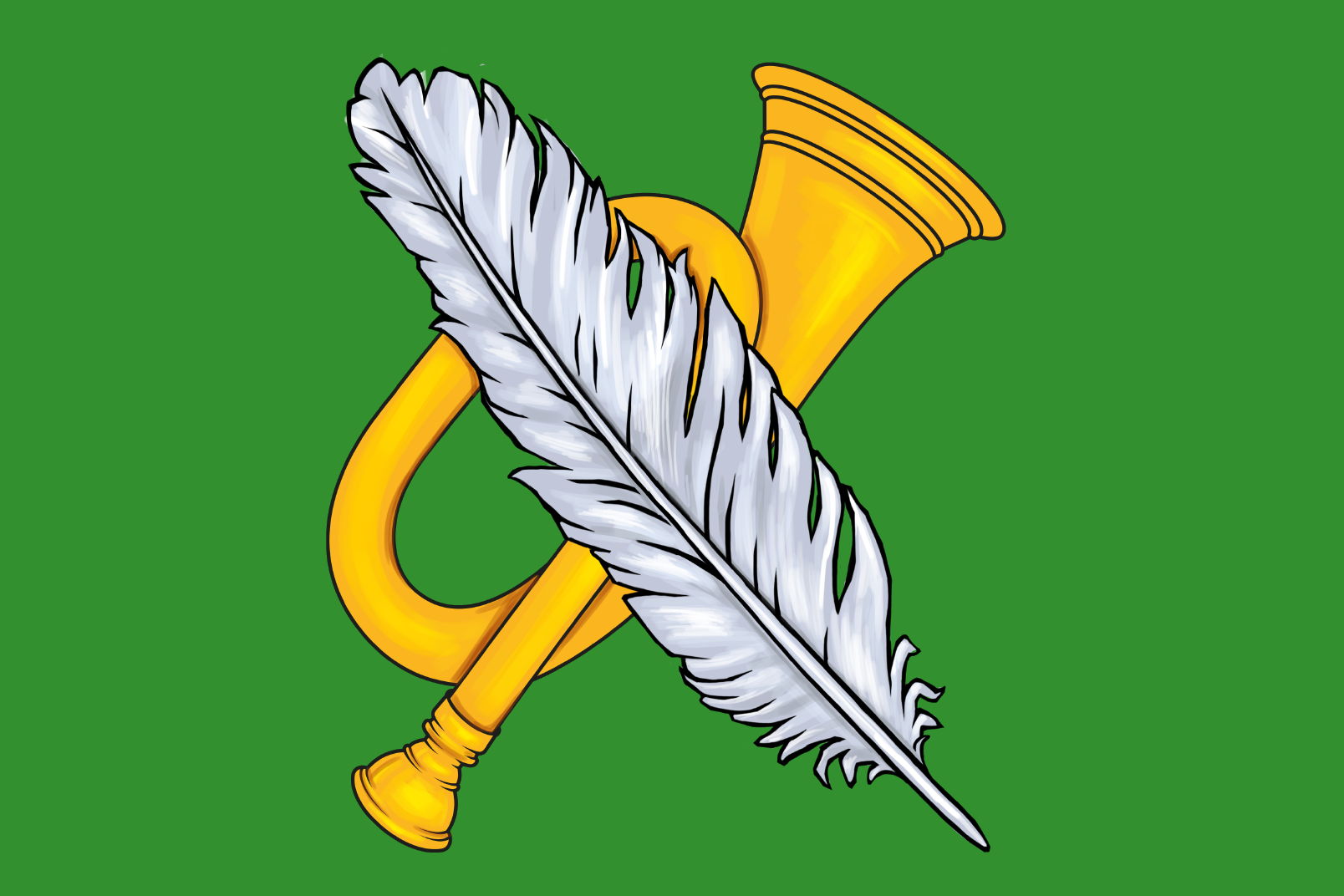
Drapeau du district

## Histoire
Perovo commence à être mentionné au XIVe siècle avec la friche de Perovo, à l'emplacement de l'actuelle rue Perovskaïa. C'est dans la seconde moitié du XVIIe siècle qu'apparaît le village de Perovo. Au milieu du XIXe siècle, on commence à y construire des datchas d'été; le village obient le statut de village de datchas en 1862.
Au XIXe siècle, sur le territoire du district moderne de Perovo, il y avait en plus des villages une réserve pour forcer les animaux sauvages, la datcha de Chmakov, celle de Poliakov, une usine de draps ouverte en 1818. La zone de forçage des animaux est transférée dans les années 1830 vers la route de Vladimir, et fermée dans les années 1860. L'appâtage des animaux au XIXe siècle était une collection d'abattoirs où les animaux étaient écorchés. La mise à mort des animaux était publique et rassemblait un grand nombre de spectateurs.

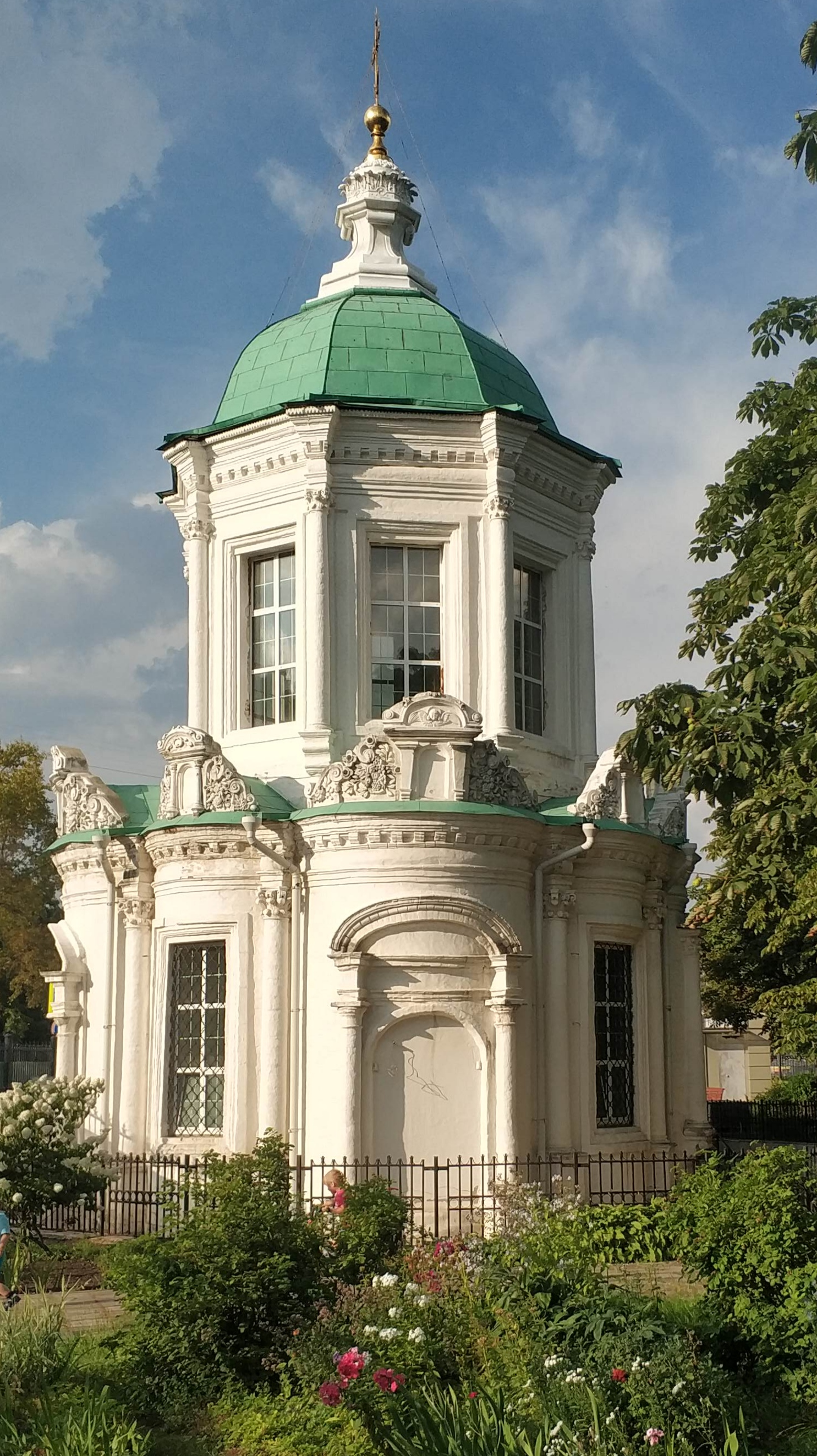
Vue de l'église ND du Signe de Perovo.

La ville de Perovo est formée en 1925, avec la fusion du village de Perovo et du village de Pekounovo, et en 1960 la ville de Perovo entre dans la municipalité de Moscou, juste après la réunion des villages voisins de Vladimirski et de Perovo Polié dans Moscou.

## Transport
Le district est desservi par trois stations du métro de Moscou: Chaussée des Enthousiastes (ouverte en 1979), Perovo (ouverte en 1979), Andronovka (ouverte en 2016). Il existe aussi trois arrêts pour les trains de banlieue de passagers: Perovo (première gare ouverte en 1862), Andronovka (ouvert en 1932), Aviamotornaïa (ouvert en 1942 sous le nom de Novaïa, jusqu'en 2020). Le district est traversé par 24 lignes d'autobus, des lignes de tramways et de trolleybus.

## Galerie

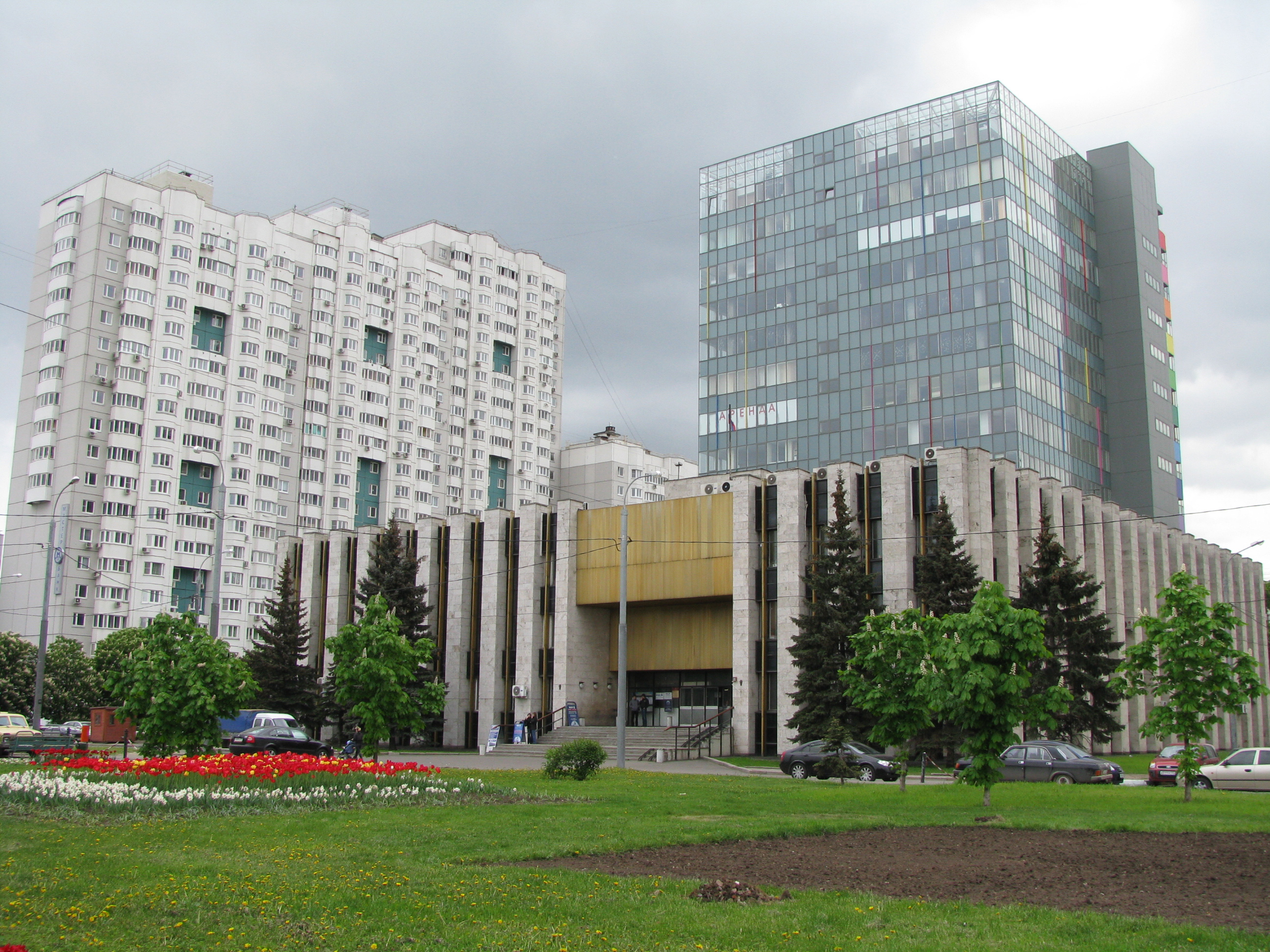
Administration du district.
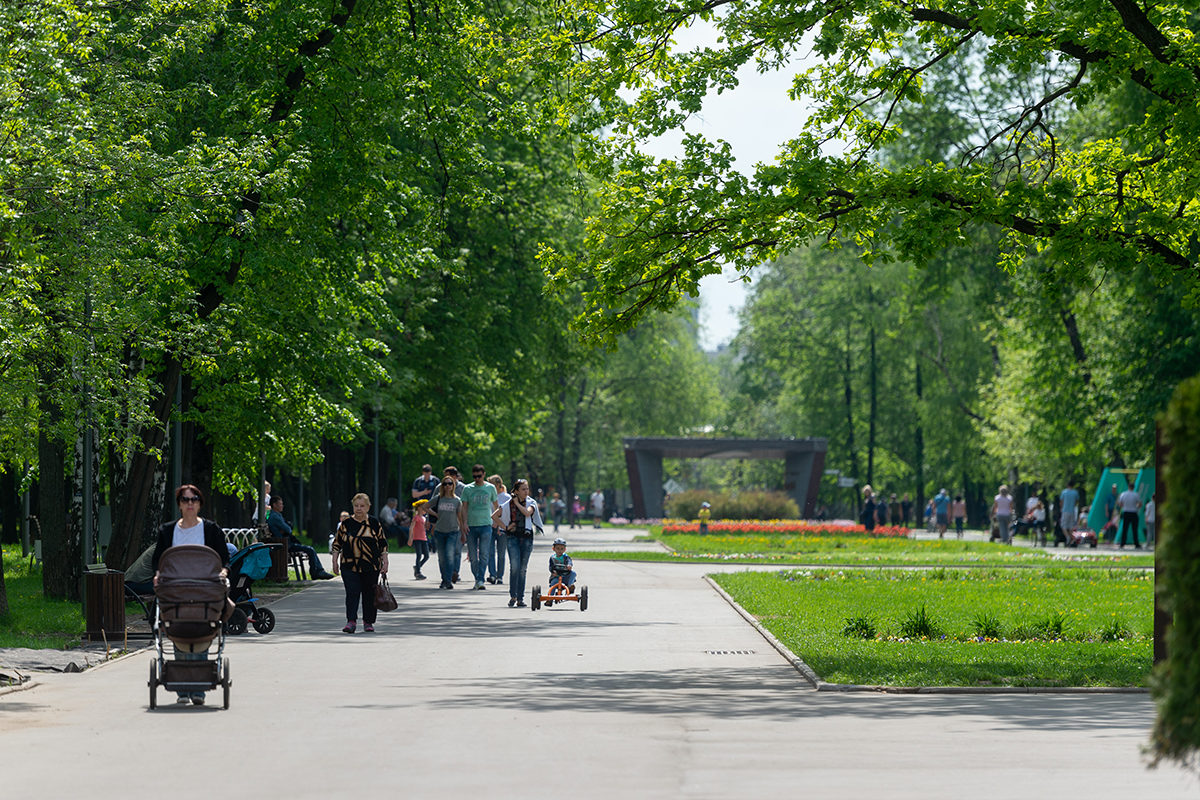
Parc de Perovo.
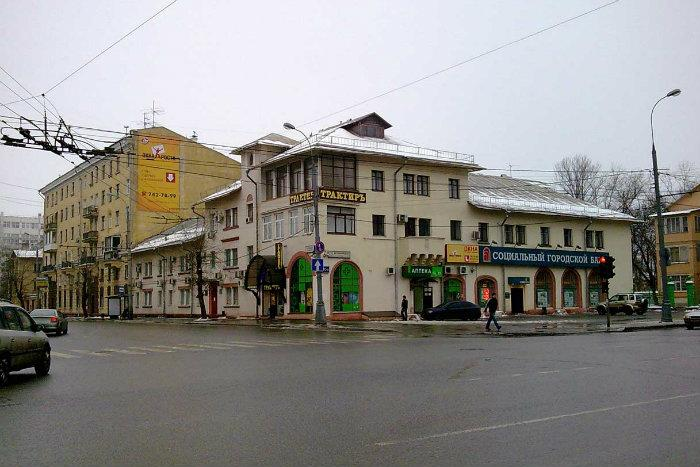
Rue Vladimirskaïa.